# Bazoches-en-Dunois
Bazoches-en-Dunois és un municipi francès, situat al departament de l'Eure i Loir i a la regió de Centre – Vall del Loira. L'any 2007 tenia 259 habitants.

## Demografia

### Població
El 2007 la població de fet de Bazoches-en-Dunois era de 259 persones. Hi havia 96 famílies, de les quals 32 eren unipersonals (8 homes vivint sols i 24 dones vivint soles), 16 parelles sense fills, 40 parelles amb fills i 8 famílies monoparentals amb fills.
La població ha evolucionat segons el següent gràfic:
Habitants censats

### Habitatges
El 2007 hi havia 138 habitatges, 104 eren l'habitatge principal de la família, 19 eren segones residències i 15 estaven desocupats. Tots els 138 habitatges eren cases. Dels 104 habitatges principals, 85 estaven ocupats pels seus propietaris, 16 estaven llogats i ocupats pels llogaters i 3 estaven cedits a títol gratuït; 3 tenien dues cambres, 27 en tenien tres, 26 en tenien quatre i 48 en tenien cinc o més. 76 habitatges disposaven pel capbaix d'una plaça de pàrquing. A 40 habitatges hi havia un automòbil i a 51 n'hi havia dos o més.

### Piràmide de població
La piràmide de població per edats i sexe el 2009 era:
| Homes | Edats   | Dones |
| ----- | ------- | ----- |
| 0     | 95 o +  | 0     |
| 0     | 90 a 94 | 1     |
| 3     | 85 a 89 | 4     |
| 4     | 80 a 84 | 2     |
| 5     | 75 a 79 | 11    |
| 6     | 70 a 74 | 5     |
| 6     | 65 a 69 | 9     |
| 8     | 60 a 64 | 4     |
| 7     | 55 a 59 | 4     |
| 6     | 50 a 54 | 6     |
| 6     | 45 a 49 | 5     |
| 11    | 40 a 44 | 10    |
| 7     | 35 a 39 | 6     |
| 6     | 30 a 34 | 9     |
| 8     | 25 a 29 | 9     |
| 2     | 20 a 24 | 3     |
| 7     | 15 a 19 | 9     |
| 10    | 10 a 14 | 7     |
| 9     | 5 a 9   | 10    |
| 8     | 0 a 4   | 4     |

## Economia
El 2007 la població en edat de treballar era de 150 persones, 111 eren actives i 39 eren inactives. De les 111 persones actives 102 estaven ocupades (54 homes i 48 dones) i 9 estaven aturades (3 homes i 6 dones). De les 39 persones inactives 12 estaven jubilades, 16 estaven estudiant i 11 estaven classificades com a «altres inactius».

### Ingressos
El 2009 a Bazoches-en-Dunois hi havia 106 unitats fiscals que integraven 268 persones, la mediana anual d'ingressos fiscals per persona era de 17.971 €.

### Activitats econòmiques
Dels 14 establiments que hi havia el 2007, 1 era d'una empresa extractiva, 1 d'una empresa de fabricació d'altres productes industrials, 5 d'empreses de construcció, 2 d'empreses de comerç i reparació d'automòbils, 1 d'una empresa de transport, 2 d'empreses de serveis i 2 d'entitats de l'administració pública.
Dels 4 establiments de servei als particulars que hi havia el 2009, 1 era un paleta, 1 fusteria i 2 lampisteries.
L'únic establiment comercial que hi havia el 2009 era una floristeria.
L'any 2000 a Bazoches-en-Dunois hi havia 25 explotacions agrícoles que ocupaven un total de 1.845 hectàrees.

## Equipaments sanitaris i escolars
El 2009 hi havia una escola elemental integrada dins d'un grup escolar amb les comunes properes formant una escola dispersa.

## Poblacions més properes
El següent diagrama mostra les poblacions més properes.